# Povijest LGBT-a u Italiji
Za današnju situaciju pogledajte „Prava LGBT osoba u Italiji“.
Ovo je članak o povijesti homoseksualnosti i transrodnosti u Italiji. LGBT osobe dokumentirane su u starome Rimu. Kroz dugu povijest, Katolička Crkva imala je negativan stav prema istospolnim odnosima („sodomija“). Danas, Talijanska Republika prepoznaje životno partnerstvo kao zakonom uređenu istospolnu zajednicu.

## Stari Rim
Homoseksualnost je dobro dokumentirana u starom Rimu, ali nejasno je koliko su Rimljani bili tolerantni prema homoseksualnim osobama. Veća se tolerancija razvila pod utjecajem grčke kulture. 
Rimski car Hadrijan imao je ljubimca Antinoja.
Car Elagabal viđen je kao transrodna osoba.
Carevi kršćani Valentinijan II., Teodozije I. i Arkadije proglasili su istospolne odnose ilegalnima pod utjecajem svoje religije.

## Srednji vijek
Katoličko svećenstvo propovijedalo je protiv homoseksualnih odnosa, koji su, malo-pomalo, postajali ilegalni diljem Europe. Osuda sodomista vidljiva je u Danteovom Paklu – homoseksualci su smješteni u „sedmi krug pakla“.